# Hervé Eléouet
Hervé Eléouet est un auteur du Finistère (Plourin-lès-Morlaix)  né le 31 janvier 1975 à Morlaix.

## Biographie
Né de parents professeurs de mathématique et informaticien de formation, il aime visiblement travailler sur le langage et jouer avec les mots. C'est sans doute pour cela qu'il apprécie la poésie française du XVIIe siècle qui se distingue par son souci de la forme. Mais l'écriture d'Hervé Eléouet n'est pas seulement formelle : elle est teintée d'un humour absurde et décalé qui, sans en avoir l'air, dit le monde tel qu'il va. L'influence de Pierre Desproges et d'Alexandre Vialatte est parfois sensible.
Il est aussi à l'initiative, avec l'association An Amzer, du concours Poèmes sur un ticket de bus. La contrainte est simple : écrire un poème au format d'un ticket de bus. Et les lauréats ont le plaisir de voir leurs textes circuler aux flancs des bus brestois. Chaque édition a un parrain qui anime le jury. Pour les trois premières éditions, il s'agissait respectivement de Gilles Durieux, Roger Gicquel et Christophe Miossec. 